# Jean-Joseph Chapuis
 (février 2023).
Si vous disposez d'ouvrages ou d'articles de référence ou si vous connaissez des sites web de qualité traitant du thème abordé ici, merci de compléter l'article en donnant les références utiles à sa vérifiabilité et en les liant à la section « Notes et références ».

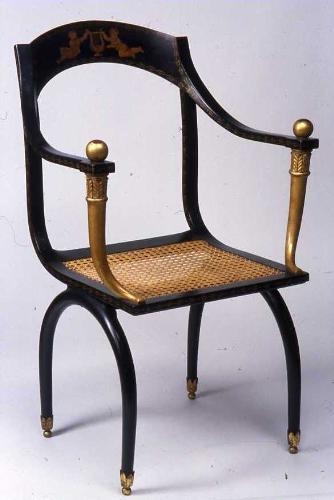
Chaise réalisé par Jean-Joseph Chapuis

Jean-Joseph Chapuis 1765 - 1864 est un ébéniste belge de la fin du XVIIIe siècle. 

## Biographie
Jean-Joseph Chapuis naquit à Bruxelles en 1765 et y mourut en 1864. Il fut formé à Paris où il obtint la maîtrise, ce qui lui permit d'utiliser une estampille. Il avait installé son atelier dans sa ville natale vers 1795 et le garda en activité jusque 1830, appliquant régulièrement, une ou plusieurs fois, sur les meubles de sa fabrication, son estampille. Lorsque parurent à Paris les premiers ouvrages sur l'histoire du mobilier français au XVIIIe siècle, celle-ci fut attribuée à un homonyme Claude, qui n'était en fait qu'un simple marchand, dont on ignore tout mais qui le priva de son renom. Cette existence méconnue explique que rares sont les meubles de Jean-Joseph Chapuis qui existent dans les collections publiques tant à l'étranger qu'en Belgique et encore ne s'agit-il - le musée de la Vleeshuis à Anvers mis à part - que de pièces isolées qui empêchent de rendre un compte exact des aspects multiples de sa production. Seul le Musée Charlier de Saint-Josse-ten-Noode (Bruxelles) permet de prendre contact avec plusieurs meubles estampillés Chapuis tous rassemblés par un même amateur féru d'empire, Joseph Adolphe Van Cutsem qui, en 1865, compléta d'ailleurs sa collection par deux achats importants lors de la vente mortuaire de Jean Joseph Chapuis. Mais, cet ensemble même ne reflète pas toutes les facettes de la production de l'ébéniste.

## Créations
Quant aux Musées royaux d'Art et d'Histoire (Bruxelles), longtemps ils ne possédèrent, eux aussi, qu'un seul exemplaire de meuble estampillé, une chaise de garde-robe entrée dans leurs collections à la suite de l'important legs fait à l'État belge par Isabelle et Hélène Godtschalck en 1915, legs comprenant une très belle collection de porcelaines de Tournai, d'orfèvreries, de montres, d'horloges et d'instruments de mathématique ainsi que quelques meubles d'intérêt secondaire et le Chapuis mentionné ci-dessus. Au XVIIIe siècle, comme actuellement, on désignait ce genre de meuble soit sous le nom de « chaise de commodité », soit sous celui de « chaise d'aisances » ou encore de « chaise d'affaire ». Ce sont toujours des meubles de menuiserie plutôt que d'ébénisterie.
Toutefois en 1805, lors de l'expertise des meubles du château de Laeken dont il avait été chargé, Chapuis emploie un autre terme encore, celui de « chaise de garde-robe », terme que l'on relève également en 1815, dans l'Inventaire après décès de l'impératrice Joséphine à Malmaison. Dans les deux cas, il s'agit de demeures princières qui impliquent l'existence d'une garderobe, annexe de la chambre à coucher où peuvent figurer des meubles de prix. Comme on le verra ci-dessous c'est dans la catégorie « chaise de garde-robe » que se range le meuble du legs Godtschalck.
Le meuble en question en acajou plaqué se compose de deux corps superposés, d'inégale profondeur, à poignées latérales portantes: le corps supérieur, moins profond, est en forme d'armoire dont le vantail est remplacé par un rideau de « lattes mouvantes » verticales, en acajou, collées sur une toile grise et coulissant horizontalement en s'enroulant vers la droite. Le corps inférieur est fait d'une partie mobile qui se tire vers l'avant, à l'aide d'un grand anneau de cuivre doré passé dans la gueule d'un lion, coulissant dans un cadre fixe orné de deux gaines sommées de têtes féminines en bronze patiné. Remarquons qu'à leur base ne se voient aucuns pieds nus et cette absence se remarque aussi sur les lits et les tables de nuit sortis de l'atelier de Chapuis à cette époque. De part et d'autre du rideau de lattes, on note d'élégantes incrustations d'ébène et de citronnier représentant un arc à la corde détendue traversé par un flèche. Selon sa coutume à cette période de sa production, Chapuis pose sur le champ du plateau supérieur, comme sur celui de l'abattant, une étroite incrustation de bois noirci entourée de fins filets de cuivre. La raideur du meuble et sa décoration, qu'elles soient généralisées, comme les gaines à visages, ou propres à Chapuis, comme les incrustations à filets de cuivre ou autres, permettent d'en fixer la date : Consulat ou début de l'Empire (1799-1810). Le soin de son exécution incite donc à le ranger dans la catégorie des « chaises de garde-robe ». 
La période la plus prospère de l'atelier de Jean-Joseph Chapuis, celle durant laquelle il alla jusqu'à utiliser « vingt ouvriers et plus », pour reprendre la formule des patentes, se situe sous le régime français: aussi est-ce la production de cette époque que l'on trouve le plus fréquemment sur le marché. C'est à elle donc qu'appartiennent trois riches acquisitions du Musée.